# مقاطعة دودج (ويسكونسن)
مقاطعة دودج (بالإنجليزية: Dodge County, Wisconsin)‏ هي إحدى مقاطعات ولاية ويسكونسن في الولايات المتحدة. تأسست سنة 1836، وتبلغ مساحتها 907 ميل مربع (2,350 كـم2)، بلغ عدد سكانها 88759 نسمة في عام 2010 حسب إحصاء مكتب تعداد الولايات المتحدة .

## أعلام
- فرانك غلازر
- ويليام كامبل نورث

## وصلات خارجية
- الموقع الرسمي
- United States Counties